# Ines Fančović

Ines Fančović (nacida Nikolić; 5 de octubre de 1925 – 21 de agosto de 2011) fue una actriz de cine, televisión y teatro bosnia. Es conocida por su papel de Mare en la serie de televisión Velo misto y como Mara en Memoari porodice Milić.

## Primeros años
Nacida como Ines Nikolić en Šibenik, Croacia y creció en Partido.

## Carrera
Empezó su carrera en Split. Es conocida por su papel de Mara en la serie de televisión Velo misto.
Fančović tuvo papeles en películas como The Perfect Circle, Bienvenidos a Sarajevo (ambos de 1997) y Cirkus Columbia (2010), entre otros.

## Vida personal
Se casó con el escritor deVelo misto Miljenko Smoje y juntos  tuvieron una hija, Nataša. Fančović enviudó en 1995.
Fančović se mudó a la capital bosnia, Sarajevo, en 1960 y se quedó allí hasta su muerte. Estaba en la ciudad durante la Guerra de Bosnia y sobrevivió al Sitio de Sarajevo.
Falleció a la edad de 85 años en agosto de 2011 y fue enterrada en el cementerio Bare en Sarajevo.

## Filmografía

### Películas
- Quo vadis Živorade (1968)
- Crows (1969)
- Deveto čudo na istoku (1972)
- Pjegava djevojka (1973)
- Ljubav i bijes (1978)
- Lost Homeland (1980)
- Defiant Delta (1980)
- Dvije polovine srca (1982)
- Kuduz (1989)
- Last Waltz in Sarajevo (1990)
- Bračna putovanja (1991)
- Magareće godine (1994)
- Bienvenidos a Sarajevo (1997)
- The Perfect Circle (1997)
- Cirkus Columbia (2010)

### Televisión
- Rođendan (1973)
- Odbornici (1975)
- Prijatelji (1975)
- Tale (1979)
- Jegulje putuju u Sargaško more (1979)
- Krojač za žene (1980)
- Velo misto (1980–81)
- Obična priča (1989)
- Čovjek koji je znao gdje je sjever a gdje jug (1989)
- Memoari porodice Milić (1990)
- Foliranti (2011–12)